# Dirtsurfer

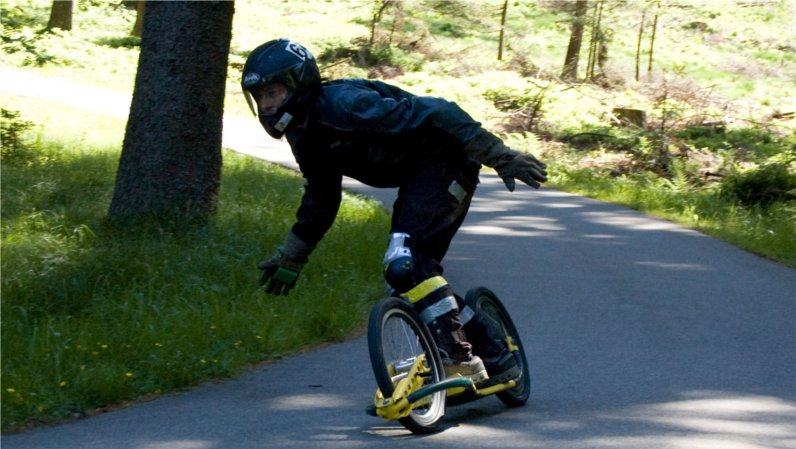
Dirtsurfer

Ein  Dirtsurfer (auch Inlineboard) ist ein Sportgerät, das vielseitig verwendet werden kann. Der Sport ist eine Kombination aus Surfen, Snowboarden und Skateboarden. Ein Dirtsurfer besteht aus einem durchgehenden oder dreiteiligen Aluminium-Rohrrahmen, einem Deck aus schichtverleimtem Holz oder glasfaserverstärktem Kunststoff, Vorderrahmen und Hinterrahmen, einer mechanischen Scheibenbremse und zwei 20-Zoll- bzw. 16-Zoll-Fahrradrädern. Zusätzlich gibt es Fußschlaufen, welche am Deck angebracht werden, um dem Fahrer mehr Kontrolle über das Board zu geben.

## Funktionsweise und Verwendung
Der Dirtsurfer besitzt eine patentierte Steuergeometrie, bei der das Vorderrad vor und unter der Radachse mittels Schwingarm aufgehängt ist. Durch das Gewicht des Fahrers und das Nachläuferprinzip pendelt sich das Vorderrad automatisch ein und verleiht dem Inlineboard Stabilität und Sicherheit.
Man kann auf so gut wie allen Untergründen auf- und abseits der Straße und in Kombination mit einem Kite, auch Wing genannt, fahren.

## Geschichte
Der Dirtsurfer wurde 1997 in Australien von Greame Attey erfunden. Ursprünglich war der Dirtsurfer vor allem für das Fahren am Strand gedacht und hatte daher auch noch keine Bremse. Es stellte sich jedoch schnell heraus, dass ein Dirtsurfer Inline-Board ideal für höhere Geschwindigkeiten und auch für andere Untergründe geeignet ist. Daher wurden anfangs Fahrrad-Backenbremsen integriert. Mittlerweile sind die Dirtsurfer fast ausschließlich mit Scheibenbremsen ausgestattet. Der Sport hat sich vor allem in den letzten Jahren (seit ca. 2002) in den USA und in Europa verbreitet. Viele der Fahrer sind zwar „Boarder“ (Skateboarder, Snowboarder oder Longboarder), jedoch muss man keinerlei Brettsport-Erfahrungen haben, um einen Dirtsurfer zu fahren.

## Wichtige Rennen
Seit 2002 werden Rennen in verschiedenen Disziplinen ausgetragen. Seit 2005 ist Dirtsurfer Inline-Boarding auch offizielle Wettkampf-Disziplin der International Gravity Sports Association (IGSA).